# Ејдријен Кен
Ејдријен Кен (енгл. Adrian Cann; Торнхил, 19. септембар 1980) канадски је фудбалер који игра на позицији одбрамбеног играча за канадски клуб Српски бели орлови.
Играо је и за репрезентацију Канаде.

## Каријера

### Клупска каријера
Иако је каријеру започео у Канадској фудбалској лиги, Кен је већи део каријере провео у МЛС-у. Играо је у Данској за Есбјерг. Од 2010. до 2012. године играо је за Торонто. Од 2021. године члан је Српских белих орлова.

### Репрезентативна каријера
За репрезентацију Канаде дебитовао је 2008. године и био је део репрезентације на Конкакафов златни куп 2009. године. Кен је 2017. године забележио шест наступа за репрезентацију Канаде у фудбалу на песку.